# Neanura muscorum
Neanura muscorum is een springstaartensoort uit de familie van de Neanuridae. De wetenschappelijke naam van de soort is voor het eerst geldig gepubliceerd in 1835 door Templeton.

## Kenmerken
Neanura muscorum is 3,5 mm lang en is bedekt met wratachtige bultjes en lange setae. Het is blauwgrijs en heeft drie ocelli. Het mist een furca. Hij eet kleine planten en schimmels die op de schors groeien. Hij dient, net als veel andere Collembola's, als prooi voor veel roofzuchtige geleedpotigen.